# Světové dědictví (Slovensko)
Toto je seznam lokalit Světového dědictví na Slovensku. V současné době (2023) je na Slovensku osm lokalit zařazených do kategorie Památka světového dědictví UNESCO.
Slovenská republika ratifikovala úmluvu dne 31. března 1993, čímž se její historické památky staly způsobilými k zařazení na tento seznam. 

## Historie
První tři památky na Slovensku byly na seznam doplněny v roce 1993. Byly to: Vlkolínec, Historické město Banská Štiavnica a Technické památky v okolí a Spišský hrad. Ten byl v roce 2009 rozšířen o město Levoču a přidružené kulturní památky.
Nejnovější lokalita doplněná na seznam v roce 2021 je Dunajský limes. Šest památek na Slovensku jsou kulturní a dvě přírodní. Tři památky jsou nadnárodní - Národní park Aggtelek a Aggtelecký kras, sdílené s Maďarskem, Dunajský limes je společný s Německem a Rakouskem a Původní bukové lesy Karpat a dalších oblastí Evropy jsou společné s 17 dalšími státy.

Kromě toho je na Slovensku dalších kandidátských 12 lokalit.

## Památky světového kulturního dědictví
UNESCO uvádí památky podle deseti kritérií. Každý příspěvek musí splňovat alespoň jedno z kritérií. Kritéria i až vi jsou kulturní a vii až x jsou přírodní. 
| Památka                                                       | obrázek                                                 | místo                                               | zařazeno na seznam | kategorie UNESCO                | Description |
| ------------------------------------------------------------- | ------------------------------------------------------- | --------------------------------------------------- | ------------------ | ------------------------------- | --- |
| Historické město Banská Štiavnica a technické památky v okolí | Town square with the monument dedicated to Holy Trinity | Bansko-bystrický kraj                               | 1993               | 618rev; iv, v (kulturní)        | Banská Štiavnica je nejstarší hornické město na Slovensku. Ačkoli zdejší těžební činnost existovala již v době bronzové, město samotné bylo založeno ve 13. století. Bohaté zásoby polymetalických rud, obsahující též zlata a stříbra, přineslo městu bohatství a rozvoji výstavby mnoha reprezentativních staveb, jako paláců, kostelů a hradů. V roce 1762 zde byla založena první hornická a lesnická akademie v Evropě. Těžební činnost byla ukončena v 19. století kvůli vytěžení většiny zásob.                                                                                 |
| Levoča, Spišský hrad a památky okolí                          | Castle ruins on the top of the hill                     | Prešovskýý a Košický kraj                           | 1993               | 620bis: iv (kulturní)           | Spišský hrad jeden z největších a nejlépe zachovalých hradů v regionu se stavbami ze 13. a 14. století, v románském a gotickém slohu. V roce 2009 byla tato památka rozšířena na město Levoču. V tamním kostele sv. Jakuba ze 14. století se nachází slavný pozdně gotický oltář Mistra Pavla Levočského. Další přidružené památky jsou ve Spišském Podhradí, Spišské Kapitule a Žehře z téže doby. |
| Vlkolínec                                                     | Village street with wooden houses on both sides         | Žilinský kraj                                       | 1993               | 622rev; iv, v (kulturní)        | Vlkolínec představuje tradiční evropskou venkovskou osadu v hornatém kraji a je nejzachovalejším uskupením svého druhu v regionu. Vesnička zahrnuje 43 tradičních srubových stavení většinou z 19. století, kostel se zvonicí a školu. |
| Jeskyně Aggteleckého krasu a Slovenského krasu*               |                                                         | Košický kraj                                        | 1995               | 725rev; viii (přírodní)         | Památka zahrnuje 712 jeskyní na Slovensku a v Maďarsku, představující typický příklad krasového systému. Sedimenty a fosílie v jeskyních skýtají geologický vhled do subtropického a tropického období svrchní křídy a raného terciéru a pleistocénského zalednění. Původní nominace zahrnovala jeskyně Domica, Gombaseckou, Jasovskou, Krásnohorskou a Ochtinskou na slovenské straně, s rozšířením o Dobšinskou ledovou jeskyní v roce 2000. V roce 2008 došlo ještě k úpravě hranic památky na maďarské straně.                                                                     |
| Městská památková zónaBardějov                                | Look at the town square from above                      | Prešovský kraj                                      | 2000               | 973; iii, iv (kulturní)         | Město Bardejov leží poblíž významné obchodní karpatské cesty do Polska. Rozvoj města se datuje do 13. a 14. století a zahrnuje na svou dobu velmi vyspělé opevnění. Hlavní náměstí obklopují měšťanské domy z 15. století a gotická bazilika svatého Jiljí. V Bardejově je též malá židovská čtvrť z 18. století. |
| Původní bukové lesy Karpat a dalších oblastí Evropy*          | Forest scenery, trees and a small stream                | Prešovský kraj                                      | 2007               | 1133rev; ix (přírodní)          | Tato památka zahrnuje neporušené lesy mírného pásu s viditelnou ukázkou procesu postglaciálního postupu bukovin z několika izolovaných lokalit v Alpách, Karpatech, Dinárských horách, ve Středozemí a v Pyrenejích. Památka byla původně zařazena v roce 2007 jako původní bukovina v Karpatech, mezi Slovenskem a Ukrajinou, v roce 2011 rozšířen na lesy v Německu, v letech 2017 a 2021 rozšířen na lesy celkem v 18 státech. Z toho na Slovensku jsou čtyři rezervace, Stužica – Bukovské vrchy, Rožok, Vihorlat a Havešová. V roce 2021 na Slovensku došlo k úpravě hranic lesů. |
| Dřevěné chrámy slovenských Karpat                             | Large wooden church in Hronsek                          | Košický, Banskobystrický, Žilinský a Prešovský kraj | 2008               | 1273; iii, iv (kulturní)        | Tato památka zahrnuje osm dřevěných kostelů postavených ve slovenských Karpatech v průběhu 16.-18. století jako vynikající příklad dřevěné chrámové architektury na území obývané třemi různými náboženskými komunitami. Dva kostely jsou římskokatolické, tři protestantské a tři řecko-pravoslavné. (Na snímku je dřevěný evangelický kostelík v Hronseku). |
| Hranice Římského impéria – Dunajský limes (západní část)*     | Roman ruins                                             | Bratislavský a Nitranský kraj                       | 2021               | 1608rev; ii, iii, iv (kulturní) | Dunajský limes je systém opevnění podél toku Dunaje, na ochranné hranici Římské říše. Šesti památek je společných s Německem a Rakouskem, dvě z nich, vojenské tábory Celemantia a Gerulata (na snímku), jsou na Slovensku. |

## Kandidátské lokality
V roce 2021 bylo na Slovensku dalších 12 lokalit zaznamenalo na svém předběžném seznamu nominací.